# Internationaler Stil

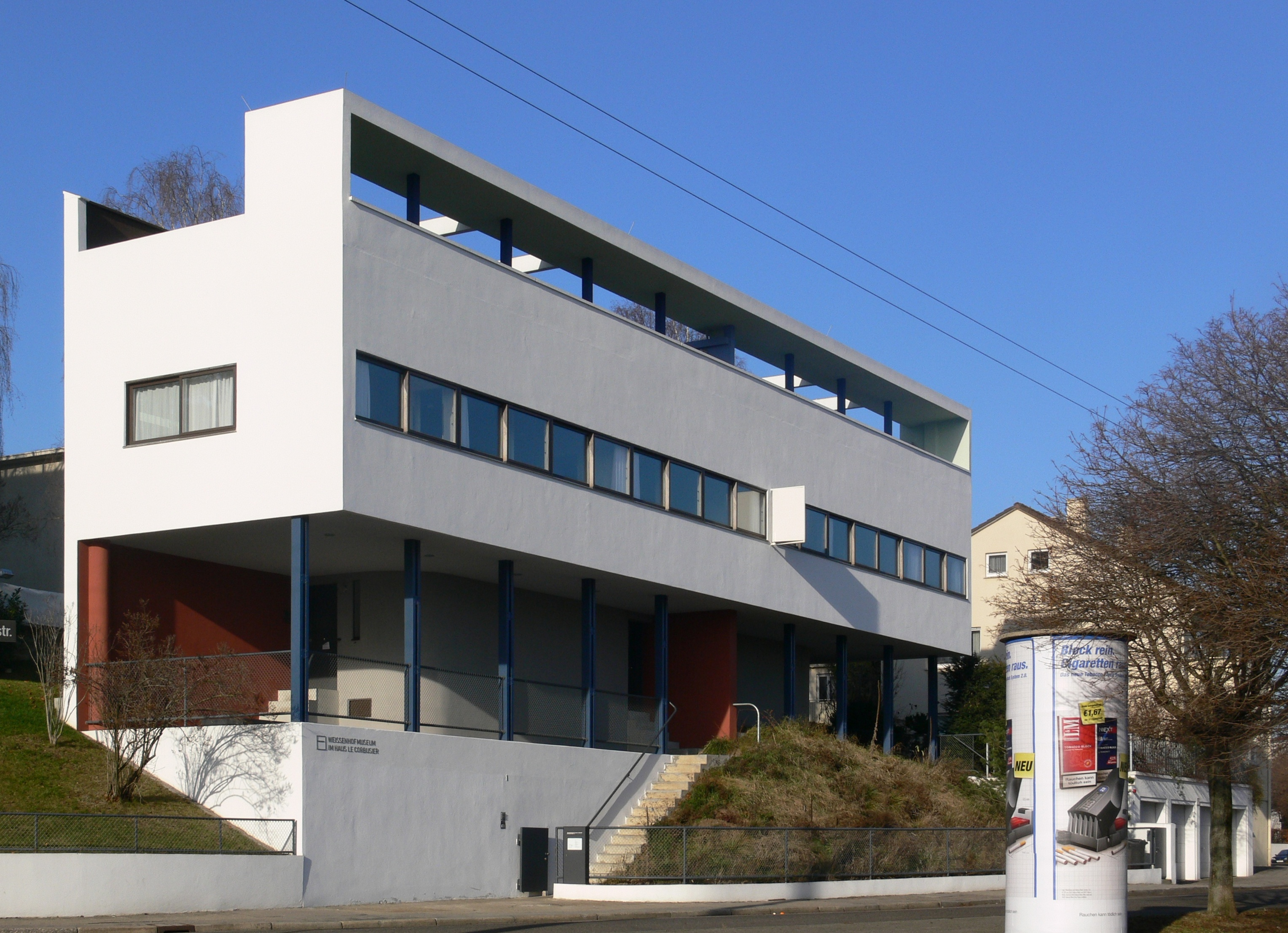
Le Corbusier und P. Jeanneret, Doppelhaus in der Weißenhofsiedlung in Stuttgart, 1927

Der Internationale Stil (englisch [The] International Style, auch „Internationalismus“) ist eine Strömung der modernistischen Architektur, die umgangssprachlich oft mit dieser gleichgesetzt wird. 
Es bestehen Überschneidungen mit den Stilrichtungen Neue Sachlichkeit und Neues Bauen.
Die Entwicklung des Internationalen Stils begann um 1922 in Europa, später verbreitete er sich auf der ganzen Welt. Als Gegenbewegung innerhalb der Moderne kann der kritische Regionalismus angesehen werden.

## Etymologie

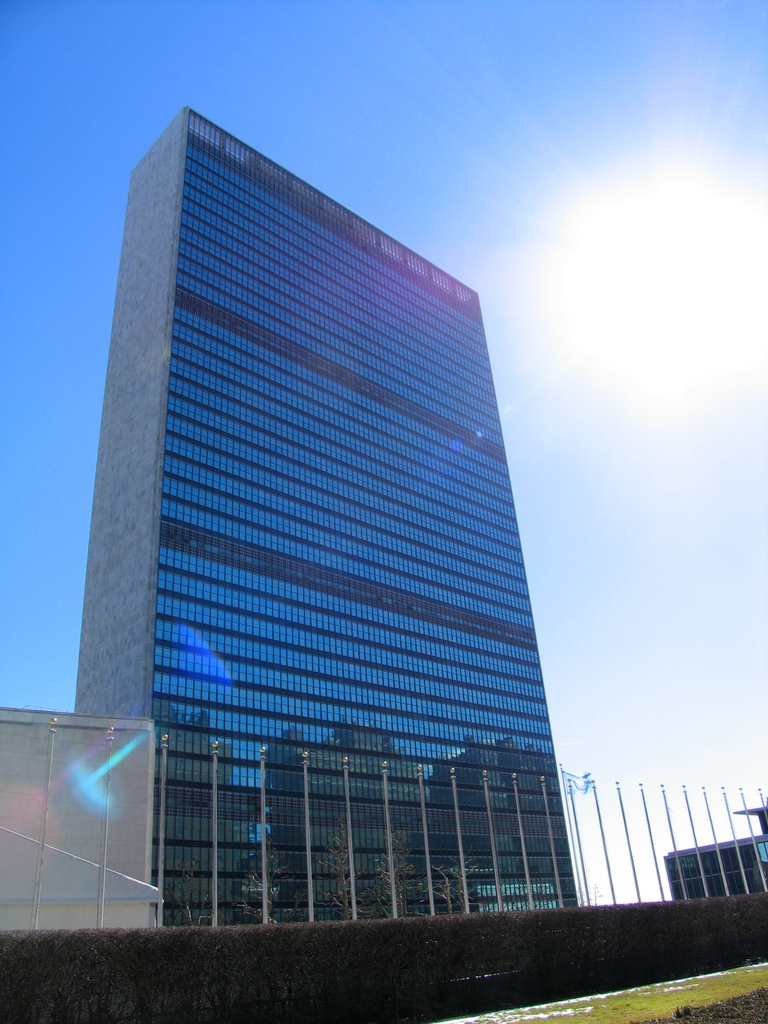
UNO-Gebäude, New York,
Wallace K. Harrison und Beratungskommission, 1947–1950

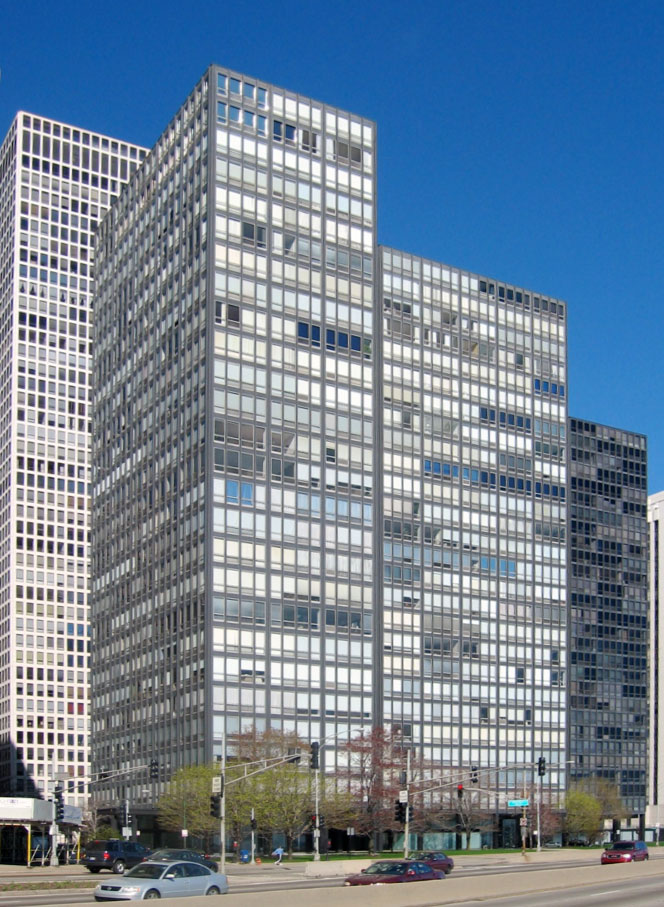
860–880 Lake Shore Drive Apartments, Chicago
Mies van der Rohe, 1951

Die Bezeichnung International Style wurde von Philip C. Johnson und Henry-Russell Hitchcock als Oberbegriff für minimalistische und funktionalistische Tendenzen der europäischen modernen Architektur der 1920er und frühen 1930er geprägt. Zum ersten Mal wurden sie 1932 in ihrer Publikation The International Style: Architecture Since 1922 begleitend zur ikonischen MoMA-Ausstellung Modern Architecture: International Exhibition verwendet. Die Autoren suggerierten damit, dass die "neue Architektur" internationalisiert und von den örtlichen Gegebenheiten abgetrennt sei, zugleich deuteten sie zum ersten Mal an, dass sie sich zu einem neuen Stil der Architekturgeschichte entwickelte. Andere modernen Architekten hielten im Gegensatz zu Johnson und Hitchcock die Moderne eher für eine neue Gestaltungsmethodologie als für einen Stil. 
In Europa wurde bereits die Bezeichnung Internationale Architektur verwendet, unter anderen von Ludwig Hilberseimer als Titel des Ausstellungskatalogs Die Wohnung in Stuttgart 1927. Der Kunsthistoriker Hitchcock und der Architekt Johnson wählten die Bezeichnung Stil und beschrieben die moderne Architektur anhand verschiedener Stilkriterien, die sie anhand von 83 nach Architektennamen geordneten Bauwerken beispielhaft erläuterten. Besonders Walter Gropius wehrte sich gegen den Begriff „Stil“. Das Buch Johnsons und Hitchcocks, welches die visuellen und ästhetischen Qualitäten der Moderne einfach erklärte, wurde zu einer Art Ästhetikhandbuch in den USA und übte einen großen Einfluss auf die weitere Entwicklung der dortigen Architektur aus.
Die Bezeichnung wurde zunächst in englischsprachigen Ländern übernommen. Inzwischen wird sie häufig als Bezeichnung der kubischen Ausrichtung der Moderne verwendet. So betrachtet man Internationaler Stil teils als Synonym des Funktionalismus und des Rationalismus, die Abgrenzung zwischen diesen Begriffen wird in der Literatur unterschiedlich dargestellt. Johnson und Hitchcock haben die radikalen Funktionalisten dem mehr von der Ästhetik beeinflussten Internationalen Stil gegenübergestellt. Einige spätere Architekturhistoriker bezweifeln allerdings, dass es in den 1920er Jahren ein einheitliches Konzept des Funktionalismus bzw. eine Gruppe der Funktionalisten gab.

## Stilprinzipien
Der Kunsthistoriker Hitchcock und der Architekt Johnson analysierten die neue Architektur nach formalen Gesichtspunkten und formulierten einige Prinzipien, welche die moderne Architektur bezeichnen sollten:
1. Architektur ist Definieren und Gestalten des begrenzten Raumes, nicht die Bildung einer Tektonik.
2. Die moderne Architektur soll regelmäßig und modular sein. Eine Aufgabe des Architekten ist nun, die richtige Präsenz und Zusammenstellung der ähnlichen und unterschiedlichen Funktionsbereiche unter einen Hut zu bringen. Der Grundriss wird zwanglos und asymmetrisch.
3. Internationaler Stil vermeidet das Ornament, mit Ausnahme abstrakter Wandmalerei, die den Charakter der Architektur betont sowie der Kunst, die nicht zur Architektur, sondern zur Ausstattung gehört.

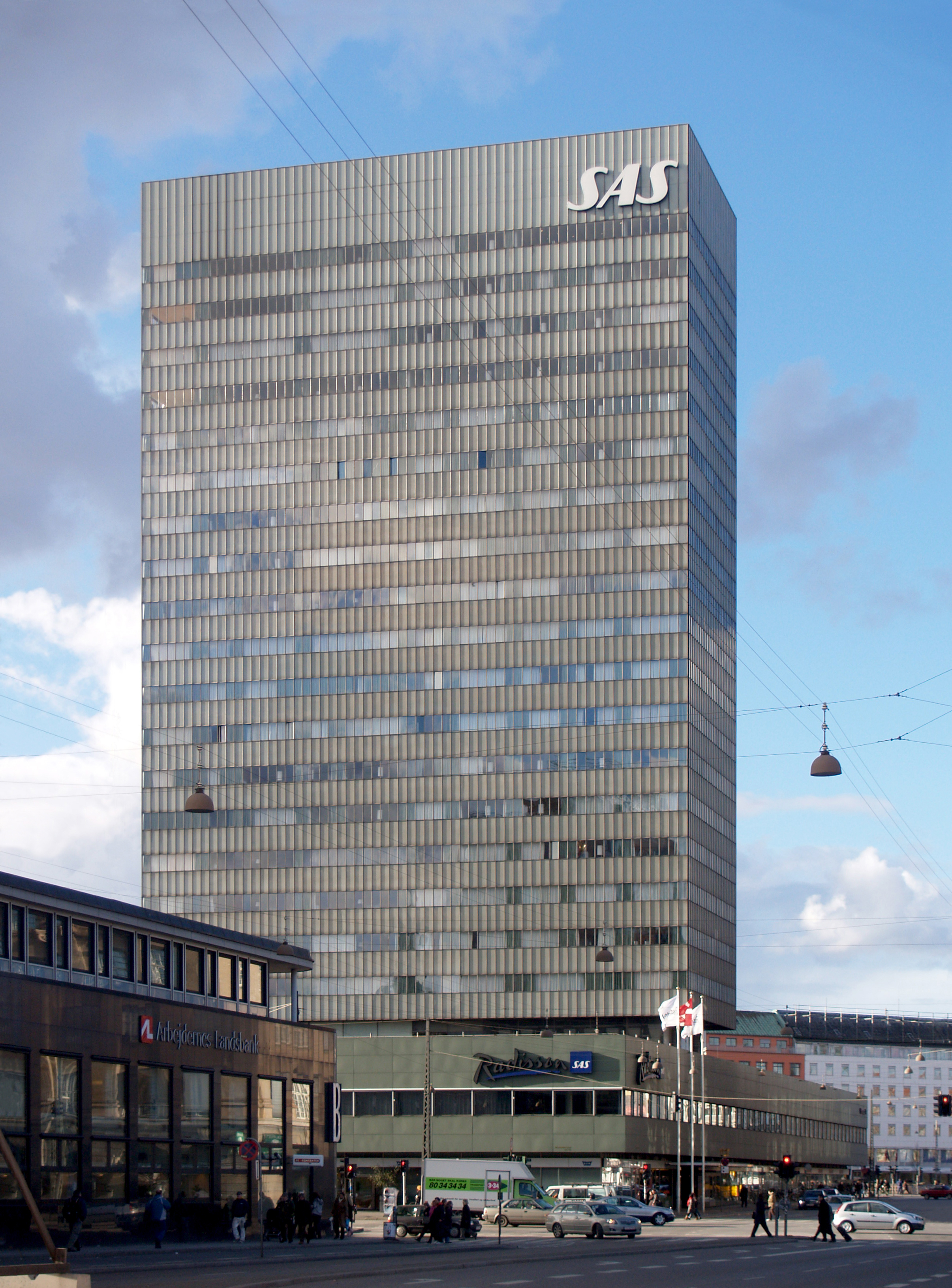
Radisson Collection Hotel, Royal Copenhagen, Kopenhagen,
Arne Jacobsen, 1956–1960

Die Autoren haben sich besonders auf das Äußere der Gebäude konzentriert, an ihrer Ausstrahlung; den Raumexperimenten der Moderne schenkten sie weniger Beachtung. Moderne Gebäude sollten nach Hitchcock und Johnson leicht aussehen, die Außenwände sollten große glatte Flächen mit regulärer Textur sein. Als besonders geeignete Fassadenoberflächen bzw. -verkleidungen bezeichneten sie Holzverschalung, Keramikpaneele sowie Glasbausteine. Die verputzten Oberflächen sowie Sichtbeton, obwohl nach ihrer Bemerkung mit der Moderne allgemein assoziiert, hielten sie für ungeeignet, da bei solcher Fassade das Gebäude visuell an Gewicht zunähme, das gleiche Problem trete meistens bei den Backsteinfassaden auf. Mit großen, mit der Fassadenvorderkante bündigen Verglasungen sollten die Gebäude an Leichtigkeit gewinnen. Nicht zum Stilprinzip wurde das früher von Le Corbusier postulierte Flachdach, die Autoren hielten auch das Pultdach für funktional und ästhetisch.
Im August 1951 erschien in Architectural Record ein Artikel, in dem Hitchcock nach fast zwanzig Jahren einige seiner Ansichten revidierte. Er berichtete, dass das Buch weder als eine Sammlung der akademischen Regeln, noch als Gestaltungstheorie gedacht worden war, und eher eine Beschreibung und Prognose der zukünftigen Tendenzen beschrieben hatte. Das zweite Prinzip hielt er für zu eng formuliert, und das dritte für nicht mehr gültig, da es eher dem Geschmack als allgemeiner Ästhetik zuzuschreiben sei. Dazu erklärte Hitchcock die konstruktive Wahrheit und Klarheit des Gebäudes zu einem weiteren Stilprinzip.
Der Internationale Stil, dessen Leitbild im Laufe der Zeit ein prismatisches Hochhaus mit dem gläsernen Curtain Wall mit den filigranen Konstruktionsprofilen wurde, war in den ersten zwei Jahrzehnten nach dem Zweiten Weltkrieg die dominierende Strömung der Moderne. Laut vieler Kritiker des Stils haben sich seine Vertreter allmählich vollständig von den funktionalen und humanistischen Grundprinzipien der Moderne entfernt oder waren von Anfang an nur mit ästhetischen Fragen beschäftigt. Ihre Architektur wiese viele funktionale Mängel auf, die sich nur mit mechanisch-technischen Anlagen abmildern ließen. Der Internationale Stil wurde auch für die Wiederholbarkeit der Form und Monotonie der Fassaden heftig kritisiert.

### Stilentwicklung
Von den Architekturhistorikern werden vier Phasen der Stilentwicklung beobachtet:
- In früher Phase (1920er Jahre) war der Stil hauptsächlich auf die deutschsprachigen Länder, Niederlande und Frankreich begrenzt – diese Phase wurde in dem namengebenden Buch beschrieben.
- In den 1930er Jahren kamen einige europäische (vor allem deutsche) Architekten in die USA und der Stil wurde verbreitet.
- Die größte Blüte des Stils waren die späten 1940er sowie die 1950er Jahre.
- Der Späte Internationale Stil entstand seit den 1960er, manchmal bis in die 1990er Jahre.

## Frühere internationale Stile
Streng genommen ist der Funktionalismus nicht der erste internationale Stil: Im 17. bis 19. Jahrhundert wurden weltweit historisierende Gebäude mit Stilelementen der griechisch-römischen Antike errichtet. Mit dem Alten Sommerpalast in Peking fand europäischer Barock, auch ein Teil dieses Style classique den Weg bis nach China. Internationale Verbreitung gewisser Stilelemente gab es sogar schon früher. So favorisierten im 8. bis 11. Jahrhundert abendländische und orientalische Architektur gleichermaßen Rundbögen auf runden Säulen oder quadratischen Pfeilern. Und die europäischen Gotik, verbreitet zwischen Portugal, Norwegen und Siebenbürgen, verbreitete sich gleichzeitig mit der Verwendung von Spitzbögen in der islamischen Architektur. So gab es Gemeinsamkeiten des Bauens von Nordwesteuropa bis nach Indien, Südostasien und Ostafrika (Küstenstädte wie Kilwa), bevor Vasco da Gama das Kap der guten Hoffnung passiert hatte.

## Ausgewählte Vertreter
- Marcel Breuer
- Gordon Bunshaft
- Le Corbusier
- Charles Eames
- Bohuslav Fuchs
- Walter Gropius
- Otto Haesler
- Hermann Henselmann
- Arne Jacobsen
- Philip Johnson
- William Lescaze
- Ludwig Mies van der Rohe
- Richard Neutra
- Oscar Niemeyer
- Hans Scharoun
- SOM
- Mart Stam
- Edward Durell Stone